# Fokker V 1
Die Fokker V 1 war ein deutsches experimentelles Jagdflugzeug im Ersten Weltkrieg.

## Entwicklung
Etwa ab Mitte 1916 suchte Anthony Fokker nach neuen Lösungen, um seinen verlorengegangenen Anschluss an die deutsche Jagdflugzeugentwicklung wiederzuerlangen. Seine erfolgreiche E-Reihe war mittlerweile veraltet und die aktuellste Fokker-Konstruktion, die einen Serienauftrag erhalten hatte, D V, wurde nur zur Verwendung in Schuleinheiten produziert. Auf der Suche nach innovativen Tragflächenentwürfen hatte Fokker bereits im April/Mai 1916 bei dem schwedischen Konstrukteur Villehad Forssman Ganzholzflügel für das geplante, aber nicht verwirklichte Experimentalflugzeug M 20 in Auftrag gegeben und war auch auf die freitragenden Junkers-Entwürfe J 1 und J 2 aufmerksam geworden. Solchermaßen inspiriert wurde das Versuchsmodell V 1 denn auch als freitragender Anderthalbdecker ohne Verspannung entwickelt. Es erhielt im Gegensatz zu den früheren Fokker-Flugzeugen mit dünnen Profilen dicke, mit Sperrholz beplankte, zweiholmige Tragflächen ohne integrierte Querruder; stattdessen waren die Flächenenden als Pendelruder ausgelegt. Der Anstellwinkel des oberen Flügels konnte während des Fluges mit einer Handkurbel von −1° bis 7° verändert werden. Auch die Leitwerksflächen inklusive des Seitenruders waren als Pendelruder konstruiert. Für den Straßentransport an ein Auto angehängt konnte das Tragwerk der V 1 längsseits auf dem Strebenblock über dem Motor befestigt werden. Als Antrieb diente ein erbeuteter französischer Umlaufmotor mit 100 PS.
Der Prototyp erhielt die nicht zweifelsfrei zuzuordnende Werknummer 1458 und wurde Ende Dezember 1916 vollendet. Bei der ab Anfang des folgenden Jahres durchgeführten Erprobung wurde die V 1 auch von Anthony Fokker getestet. Als deren Resultat wurde das Seitenleitwerk etwas vergrößert und der Anstellwinkel des Unterflügels verringert. Die Flugleistungen waren ansonsten gut, allerdings war die Sicht des Flugzeugführers aufgrund des bauchigen Rumpfes nach unten eingeschränkt. Ein Produktionsauftrag wurde nicht erteilt; als Weiterentwicklung erschien im März 1917 die mit einem stärkeren 160-PS-Motor D III ausgestattete V 2.

## Technische Daten

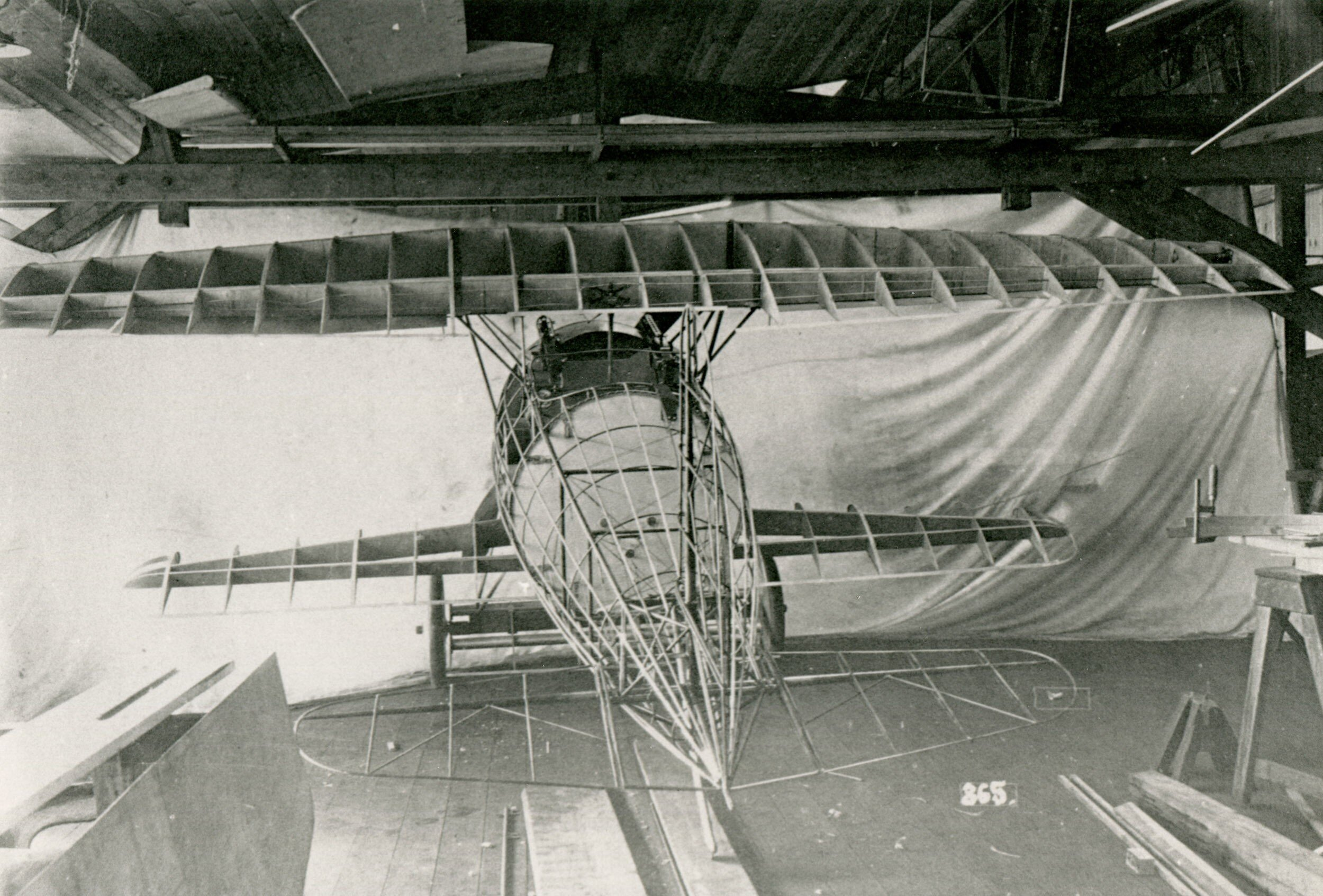
Die V 1 im Bau. Gut sichtbar die bauchige Rumpfform und die dicken Kastenholme

| Kenngröße                  | Daten |
| -------------------------- | --- |
| Besatzung                  | 1 |
| Spannweite                 | 8,60 m |
| Länge                      | 5,90 m |
| Höhe                       | 2,70 m |
| Flügelfläche               | 17,0 m² |
| Leermasse                  | 442 kg |
| Startmasse                 | 563 kg |
| Antrieb                    | ein luftgekühlter Neunzylinder-Umlaufmotor mit starrer Zweiblatt-Holzluftschraube (⌀ 2,6 m)                                                           |
| Typ                        | Le Rhône |
| Startleistung Nennleistung | 110 PS (81 kW) 100 PS (74 kW) bei 1200/min |
| Kraftstoffvorrat           | 75 l |
| Höchstgeschwindigkeit      | 180 km/h |
| Steigzeit                  | 2,5 min auf 1000 m Höhe 6 oder 7 min auf 2000 m Höhe 11 oder 13,5 min auf 3000 m Höhe 19 oder 23,5 min auf 4000 m Höhe 30 oder 44 min auf 5000 m Höhe |
| Bewaffnung                 | zwei starre MG |